# Мишель Арно
Мишле́н Франсуа́за Каре́ (фр. Micheline Françoise Caré), известная под псевдонимом Мише́ль Арно́ (фр. Michèle Arnaud; 18 марта 1919, Тулон — 30 марта 1998, Мезон-Лаффит) — люксембургская и французская певица (шансонье), а также кино- и музыкальный продюсер, композитор, режиссёр. Представительница Люксембурга на конкурсе песни «Евровидение-1956».

## Биография
Родилась 18 марта 1919 года в Тулоне. Завершив начальное образование в Шербуре, будущая певица поступила в Институт политических исследований в Париже, получив степень магистра на философском факультете. Позднее она стала участницей кабаре-коллективов, выступала в мюзиклах и театральных постановках.

### «Евровидение»
В 1956 году была выбрана люксембургским национальным вещателем CLT с песнями «Ne crois pas» и «Les Amants de minuit», став первой представительницей Люксембурга на первом конкурсе песни «Евровидение», проходившем в швейцарском Лугано. Так как, на данном конкурсе был объявлен только победитель, она заняла второе место, наряду со остальными участниками.

### Дальнейшая карьера
Карьера Мишель Арно продолжалась довольно успешно. В 1980-х годах была награждена орденом Почётного легиона и орденом искусств и литературы. 

### Смерть
Скончалась 30 марта 1998 года в Мезон-Лаффите в возрасте 79 лет. Похоронена на кладбище Монпарнас.

## Личная жизнь
- Муж — Франсис Клод (1905—1989), актёр.
- Сын — Доминик Вальтер (1942—2013), певец.
- Дочь — Флоренсия Грюэ (род. 1943), фотохудожница.

## Дискография

### Синглы
- 1956 — «Les Amours Oubliées»
- 1956 — «Les Amants de minuit»
- 1956 — «Ne crois pas»
- 1958 — «Zon, Zon, Zon»
- 2022 — «Les Papillons Noirs» (посмертно)

### Сборники
- 1996 — «Gainsbourg» (в 2006 году вышло переиздание)
- 1999 — «Michèle Arnaud»

## Фильмография

### Актриса
- 1955 — «Ni figue ni raisin»
- 1956 — «La joie de vivre»
- 1957 — «Les joies de la vie»
- 1957 — «Rendez-vous avec Maurice Chevalier n°5 — Soirs de Paris»
- 1958-1959 — «Chez vous ce soir»
- 1958 — «Cabaret du soir»
- 1958 — «Trente-Six Chandelles»
- 1961 — «La grande farandole»
- 1961 — «Toute la chanson»
- 1963-1964 — «Les Raisins verts»
- 1964-1965 — «Ni figue ni raisin»
- 1964 — «Seul à seul»
- 1966-1968 — «Tilt»
- 1966 — «Cinéma»
- 1967 — «Au-delà de l'écran»
- 1969 — «Discorama»
- 1973 — «Dimanche Salvador»
- 1976 — «Dix de der»
- 1986 — «Champs-Elysées»
- 1986 — «La nuit des 7 d’or»
- 2010 — «Hors Série» (архив)
- 2012 — «Il est minuit, Paris s'éveille» (архив)
- 2017 — «Anna Karina, souviens-toi» (архив)
- 2020 — «ORTF, ils ont inventé la télévision» (архив)

### Переводчик
- 1963 — «Les Raisins verts»

### Продюсер
- 1958 — «Chez vous ce soir»
- 1967 — «Upshaw»
- 1967 — «Анна»
- 1968 — «Bécaud & Co.»
- 1968 — «Françoise et Udo...»
- 1968 — «Idea»
- 1968 — «Montand chante Prévert»
- 1968 — «Studio 102»
- 1968 — «Tilt»
- 1969-1975 — «Variances»
- 1969-1981 — «Music-Hall à Provins»
- 1970 — «Rock of the 70s: Yes»
- 1972 — «Пинк Флойд: Концерт в Помпеи»
- 1976 — «Oskar Kokoschka»
- 1978 — «Monsieur René Magritte»

### Режиссёр
- 1974 — «Denis de Rougemont»
- 1974 — «Henry Miller, poète maudit»